# Orden de Guillermo
La Orden de Guillermo (en alemán: Wilhelm-Orden) fue instituida el 18 de enero de 1896 por el emperador alemán y rey de Prusia Guillermo II como alta condecoración civil, y fue dedicada a la memoria de su abuelo el emperador Guillermo I "el Grande".

## Insignia
La insignia de la Orden consiste de una medalla dorada con el retrato de Guillermo I, rodeado por una corona dorada y suspendido por un pesado collar dorado. Este collar con un peso de 222 gramos lleva las palabras WIRKE IM ANDENKEN AN KAISER WILHELM DEN GROSSEN (en español: "Obra en la memoria del emperador Guillermo el Grande") y fue diseñado por los joyeros Emil Weigand y Otto Schultz.

## Condecorados
La orden era muy exclusiva. Uno de los primeros en ser condecorados fue Otto von Bismarck. Entre los condecorados estaban:
- Heinrich von Stephan, director general de Correos - 1896.
- Conde Arthur von Posadowsky-Wehner, político - 27 de enero de 1900 - en ocasión del cumpleaños del emperador.[1]
- Princesa María Isabel de Sajonia-Meiningen, música y compositora - 28 de agosto de 1913 - la última condecorada de la Orden.